# Sigrid Gurie
Sigrid Gurie, nata Sigrid Gurie Haukelid (New York, 18 maggio 1911 – Città del Messico, 14 agosto 1969), è stata un'attrice statunitense di origine norvegese.

## Biografia
Sigrid Gurie Haukelid nacque a Brooklyn da Sigrid Johanne Christophersen e Bjørulf Knutson Haukelid, un ingegnere civile che lavorò alla costruzione della metropolitana di New York dal 1902 al 1912. Sigrid e il fratello gemello Knut godettero della doppia cittadinanza norvegese e americana. Nel 1914 la famiglia ritornò in Norvegia e Sigrid crebbe a Oslo e fu educata in Norvegia, Svezia e Belgio.
Rientrata negli Stati Uniti nella prima metà degli anni trenta, Sigrid Gurie arrivò a Hollywood nel 1936 e il produttore Samuel Goldwyn, che l'aveva scoperta, la presentò al pubblico come "la nuova Greta Garbo" e "la sirena dei fiordi". Dopo un'apparizione non accreditata in The Road Back (1937), l'appariscente bellezza dell'attrice fu impiegata nel film d'avventura Uno scozzese alla corte del Gran Kan (1938), per l'esotico ruolo della principessa Kukachin, figlia di Kublai Khan, accanto a Gary Cooper nei panni di Marco Polo. La pellicola fu però uno dei fiaschi commerciali del 1938 e Goldwyn cedette il contratto della Gurie al produttore Walter Wanger.

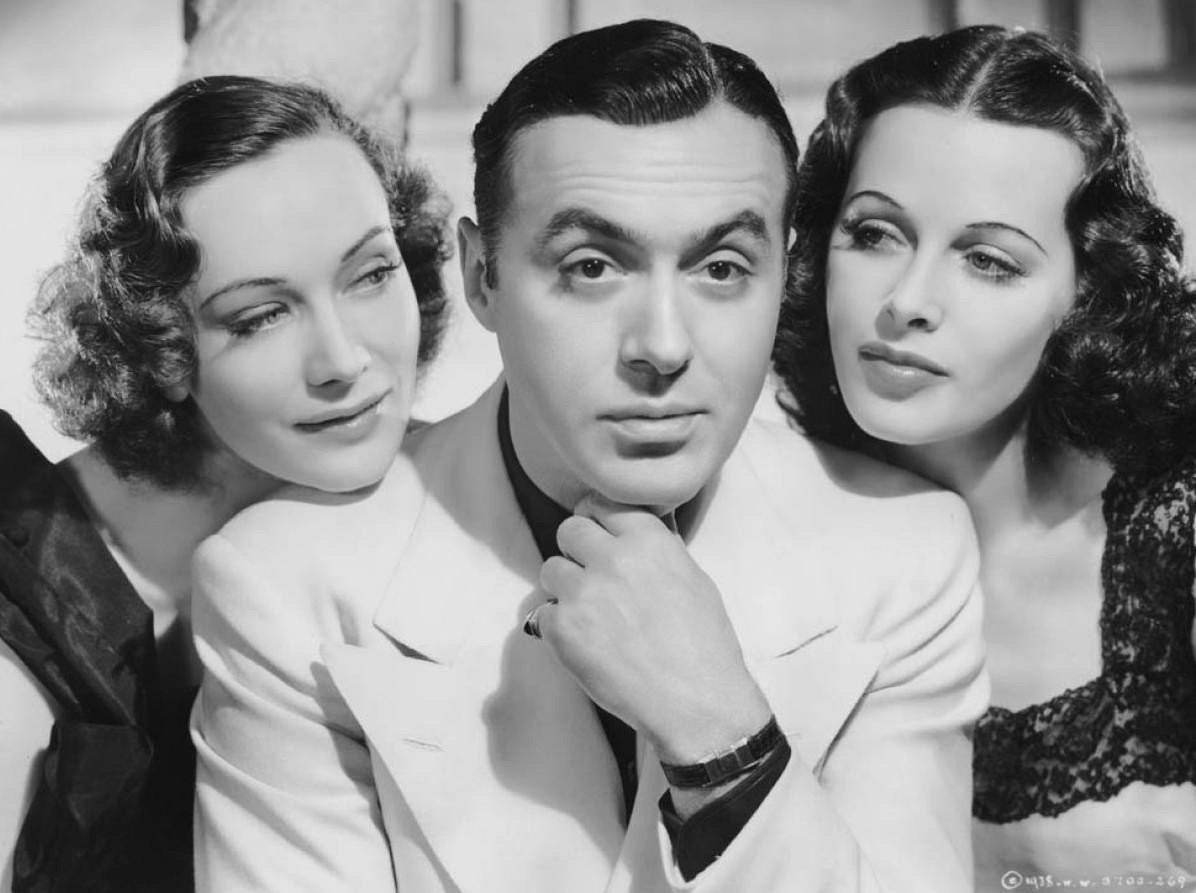
Sigrid Gurie (a sinistra) con Charles Boyer ed Hedy Lamarr nel film Un'americana nella Casbah (1938)

Wanger affidò alla Gurie il ruolo di Ines in un suo progetto particolarmente ambizioso, l'avventura Un'americana nella Casbah (1938), remake del successo francese Il bandito della Casbah (1937), con Charles Boyer nel ruolo che era stato di Jean Gabin nella versione francese, e Hedy Lamarr, anch'ella astro nascente di origine europea. Il film ottenne un grande successo di pubblico, grazie anche al fascino dei protagonisti, e il ruolo di Ines, la gelosa ma leale innamorata del bandito Pepé le Moko (fino al momento in cui lui incontra la fatale Lamarr), consentì alla Gurie di ottenere altri ruoli in Donna dimenticata (1939) e Inferno dei tropici (1939), fino ai successivi Dark Streets of Cairo (1940) e La valle dei monsoni (1940), in cui ebbe come partner maschile John Wayne, reduce dal successo di Ombre rosse (1939).

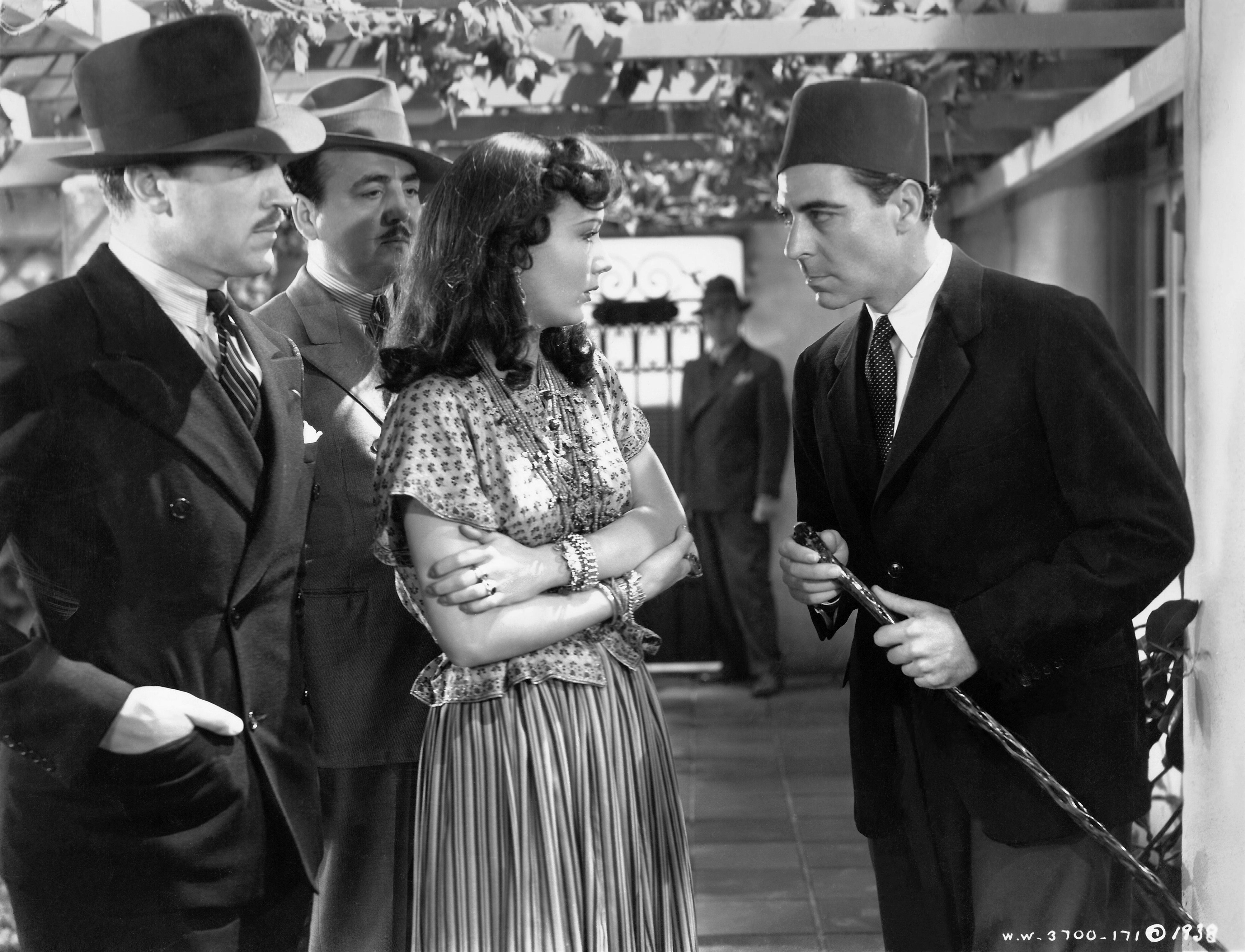
Sigrid Gurie con Joseph Calleia (a destra) nel film Un'americana nella Casbah (1938)

La carriera dell'attrice aveva però già imboccato la parabola discendente, dopo appena sette film. Dopo la partecipazione alle pellicole Una voce nel vento (1944) e Enemy of Women (1944), la Gurie tornò al grande schermo solo nel 1948 con La battaglia per la bomba atomica, una produzione norvegese basata sul libro Skis Against the Atom, scritto dal fratello Knut Haukelid, divenuto un noto esponente della Resistenza norvegese durante la seconda guerra mondiale. Le scene in cui apparve furono però cancellate in sede di montaggio e la Gurie chiuse definitivamente la sua carriera d'attrice con i film Il vendicatore di Manila (1948), Rosso il cielo dei Balcani (1948) e The DuPont Story (1950).
Alla fine degli anni quaranta l'attrice si avvicinò alle arti figurative, frequentando il "Kann Art Institute", dell'artista astratto Frederick I. Kann, e fece della pittura paesaggistica e ritrattistica la sua principale occupazione dopo il suo ritiro dagli schermi. Dal 1961 andò a vivere a San Miguel de Allende (Messico), dove continuò a dipingere, dedicandosi anche al design di gioielli per la "Royal Copenaghen".

## Vita privata
Sigrid Gurie si sposò tre volte e altrettante divorziò: fu sposata dal 1935 al 1938 con Thomas Stewart; dal 1939 al 1948 con il medico Lawrence Spangard e dal 1958 al 1961 con Lynn Abbott.
I problemi di salute, principalmente riconducibili a malfunzionamento dei reni, sfociarono in un'embolia che si estese ai polmoni e portò la Gurie al decesso in un ospedale di Città del Messico, il 14 agosto 1969, all'età di cinquantotto anni.

## Filmografia
- The Road Back, regia di James Whale (1937) (non accreditata)
- Uno scozzese alla corte del Gran Khan (The Adventures of Marco Polo), regia di Archie Mayo (1938)
- Un'americana nella Casbah (Algiers), regia di John Cromwell (1938)
- Donna dimenticata (The Forgotten Woman), regia di Harold Young  (1939)
- Inferno dei tropici (Rio), regia di John Brahm (1939)
- La valle dei monsoni (Three Faces West), regia di Bernard Vorhaus (1940)
- Dark Streets of Cairo, regia di László Kardos (1940)
- Una voce nel vento (Voice in the Wind), regia di Arthur Ripley (1944)
- Enemy of Women, regia di Alfred Zeisler (1944)
- La battaglia per la bomba atomica (Kampen om tungtvannet), regia di Jean Dréville e Titus Vibe-Muller (1948) (scene cancellate)
- Il vendicatore di Manila (Sword of the Avenger), regia di Sidney Salkow (1948)
- Rosso il cielo dei Balcani (Sofia), regia di John Reinhart (1948)
- The Du Pont Story, regia di Wilhelm Thiele (1950)